# Kijabe (ort)
Kijabe är en ort i distriktet Kiambu i provinsen Central i Kenya. År 1999 hade staden 17 334 invånare.